# Memorización atlética
La memorización atlética o memorización deportiva, es un deporte mental en el que los participantes intentan memorizar y luego recordar diferentes datos, bajo ciertas pautas. El deporte se ha desarrollado formalmente desde 1991 y cuenta con campeonatos nacionales e internacionales.
Un tipo común de competición consiste en memorizar el orden de una baraja de cartas en el menor tiempo posible, después de lo cual el competidor coloca una nueva baraja de cartas en el mismo orden. También existen pruebas en las que hay que memorizar el mayor número de imágenes, números o palabras aleatorias.

## Técnicas
Las técnicas mnemotécnicas generalmente se consideran una parte necesaria de la competición. Entre las técnicas más usadas podemos destacar el método de loci, el uso de enlaces mnemotécnicos y fragmentación, o el método PAO (persona- acción-objeto). Además, del sistema dominico mnemotécnico, llamado así por el ex-campeón mundial Dominic O'Brien, el sistema principal mnemotécnico.
El Sistema Dominic de Dominic O'Brien es una poderosa estrategia de memorización que combina técnicas tradicionales e innovadoras, como asignar personas a cosas sin sentido como números, y a su vez, otras técnicas más conocidas como el palacio de la memoria .

## Categorías

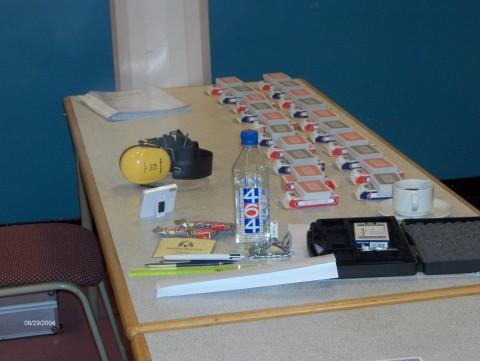
Barajas de naipes en el Campeonato Mundial de memorización.

Según el Manual de Competidores del Campeonato Mundial de Memorización, las diez disciplinas oficiales son las siguientes:
1. Nombres y caras : "Memorice y recuerde tantos nombres como sea posible y vincúlelos al rostro correcto".
2. Números binarios : "Memorice y recuerde tantos dígitos binarios como sea posible".
3. Números aleatorios : "Memorice tantos dígitos aleatorios como sea posible, en filas completas de 40 dígitos, y recuérdelos perfectamente".
4. Imágenes abstractas : "Memorice y recuerde la secuencia de imágenes abstractas en tantas filas como sea posible".
5. Números rápidos : "Memorice tantos dígitos aleatorios lo más rápido posible, en filas completas de 40 dígitos, y recuérdelos perfectamente".
6. Fechas históricas/futuras : “Memorice tantas fechas numéricas históricas o futuras como sea posible y vincúlelas al evento ficticio correcto”.
7. Cartas aleatorias : "Memorice y recuerde tantas barajas de 52 cartas como sea posible".
8. Palabras aleatorias : "Memorice tantas palabras aleatorias en columnas completas de 20 como sea posible y recuérdelas perfectamente".
9. Número dictado : "Escuche, memorice y recuerde tantos números hablados como sea posible".
10. Speed Cards : “Memoriza y recupera un solo paquete de 52 cartas en el menor tiempo posible.

Existen otro tipo de competiciones de memoria que no incluyen eventos cronometrados. Por ejemplo, los registros para la memorización de π o e (conocidos como pifilología ) se han registrado desde la década de 1970, y el poseedor actual del récord es capaz de recordar hasta 70,000 dígitos.

### Software
- RNG v1.0 Generador de números aleatorios para entrenar la memoria de trabajo

- Datos: Q1497658